# Картедж (Міссурі)
Картедж (англ. Carthage) — місто (англ. city) в США, в окрузі Джеспер штату Міссурі. Населення — 15 522 особи (2020).

## Географія
Картедж розташований за координатами 37°9′3″ пн. ш. 94°19′39″ зх. д. / 37.15083° пн. ш. 94.32750° зх. д. (37.150696, -94.327436).  За даними Бюро перепису населення США в 2010 році місто мало площу 30,27 км², з яких 30,17 км² — суходіл та 0,10 км² — водойми.

## Демографія
Згідно з переписом 2010 року, у місті мешкало 14 378 осіб у 5169 домогосподарствах у складі 3419 родин. Густота населення становила 475 осіб/км².  Було 5753 помешкання (190/км²).
Расовий склад населення:
| - 73,6 % — білих - 1,5 % — чорних або афроамериканців - 1,0 % — корінних американців - 1,0 % — азіатів - 0,6 % — вихідців з тихоокеанських островів - 18,9 % — осіб інших рас |

До двох чи більше рас належало 3,4 %. Частка іспаномовних становила 25,6 % від усіх жителів.
За віковим діапазоном населення розподілялося таким чином: 28,8 % — особи молодші 18 років, 57,3 % — особи у віці 18—64 років, 13,9 % — особи у віці 65 років та старші. Медіана віку мешканця становила 32,0 року. На 100 осіб жіночої статі у місті припадало 95,8 чоловіків;  на 100 жінок у віці від 18 років та старших — 92,9 чоловіків також старших 18 років.
Середній дохід на одне домашнє господарство  становив 47 685 доларів США (медіана — 34 678), а середній дохід на одну сім'ю — 56 078 доларів (медіана — 45 266). Медіана доходів становила 35 685 доларів для чоловіків та 27 328 доларів для жінок. За межею бідності перебувало 27,7 % осіб, у тому числі 36,8 % дітей у віці до 18 років та 15,0 % осіб у віці 65 років та старших.
Цивільне працевлаштоване населення становило 5589 осіб. Основні галузі зайнятості: виробництво — 22,4 %, освіта, охорона здоров'я та соціальна допомога — 17,7 %, роздрібна торгівля — 10,6 %, мистецтво, розваги та відпочинок — 10,5 %.